# AFC Rangers 2022
Questa voce raccoglie le informazioni riguardanti gli AFC Rangers nelle competizioni ufficiali della stagione 2022.

## Prima squadra

### Austrian Football League 2022

#### Stagione regolare
| Praga 3 aprile 2022, ore 15:00 2ª giornata | Prague Black Panthers | 48 – 14 (14-0 14-7 13-0 7-7) referto | AFC Rangers Mödling | Stadion SK Prosek |

| Mödling 9 aprile 2022, ore 16:00 3ª giornata | AFC Rangers Mödling | 20 – 10 (7-0 7-10 6-0 0-0) referto | Telfs Patriots | Stadion Mödling |

| Graz 16 aprile 2022, ore 15:00 4ª giornata | Graz Giants | 25 – 26 (6-9 7-7 0-0 12-10) referto | AFC Rangers Mödling | Stadion Eggenberg |

| Vienna 30 aprile 2022, ore 14:00 5ª giornata | Danube Dragons | 42 – 14 (0-14 13-0 15-0 14-0) referto | AFC Rangers Mödling | Sportplatz Donaufeld |

| Salisburgo 8 maggio 2022, ore 14:00 6ª giornata | Salzburg Ducks | 26 – 28 (0-6 12-16 0-0 14-6) referto | AFC Rangers Mödling | Max Aicher Stadion |

| Mödling 14 maggio 2022, ore 15:00 7ª giornata | AFC Rangers Mödling | 65 – 21 (27-7 14-14 14-0 10-7) referto | Tirol Raiders | Stadion Mödling |

| Mödling 28 maggio 2022, ore 16:00 8ª giornata | AFC Rangers Mödling | 12 – 14 (0-7 0-0 6-7 6-0) referto | Znojmo Knights | Stadion Mödling (700 spett.) |

| Vienna 3 giugno 2022, ore 18:00 9ª giornata | Vienna Vikings | 34 – 29 (7-3 14-20 6-0 7-6) referto | AFC Rangers Mödling | Footballzentrum Ravelin |

| Mödling 25 giugno 2022, ore 16:00 11ª giornata | AFC Rangers Mödling | 54 – 14 (13-7 28-7 7-0 6-0) referto | Traun Steelsharks | Stadion Mödling (700 spett.) |

| Mödling 2 luglio 2022, ore 15:00 12ª giornata | AFC Rangers Mödling | 16 – 42 (0-6 10-19 0-14 6-3) referto | Prague Black Panthers | Stadion Mödling |

### Statistiche di squadra
| Competizione | %Vittorie | In casa | In casa | In casa | In casa | In casa | In casa | In trasferta | In trasferta | In trasferta | In trasferta | In trasferta | In trasferta | Totale | Totale | Totale | Totale | Totale | Totale |
| Competizione | %Vittorie | G       | V       | N       | P       | Pf      | Ps      | G            | V            | N            | P            | Pf           | Ps           | G      | V      | N      | P      | Pf     | Ps     |
| ------------ | --------- | ------- | ------- | ------- | ------- | ------- | ------- | ------------ | ------------ | ------------ | ------------ | ------------ | ------------ | ------ | ------ | ------ | ------ | ------ | ------ |
| Campionato   | .500      | 5       | 3       | 0       | 2       | 167     | 101     | 5            | 2            | 0            | 3            | 111          | 175          | 10     | 5      | 0      | 5      | 278    | 276    |
| Totale       | .500      | 5       | 3       | 0       | 2       | 167     | 101     | 5            | 2            | 0            | 3            | 111          | 175          | 10     | 5      | 0      | 5      | 278    | 276    |

### Statistiche personali

#### Marcatori
| Giocatore    | Ruolo | TD rush | TD recv | TD int | TD p.ret | TD k.ret | TD oth | Xp1 | Xp2 | FG | Saf | Totale |
| ------------ | ----- | ------- | ------- | ------ | -------- | -------- | ------ | --- | --- | -- | --- | ------ |
| de Nike      |       | 4       | 10      | 0      | 1        | 0        | 0      | 0   | 0   | 0  | 0   | 90     |
| Guschlbauer  |       | 0       | 0       | 0      | 0        | 0        | 0      | 27  | 0   | 4  | 0   | 39     |
| Bräuer       |       | 6       | 0       | 0      | 0        | 0        | 0      | 0   | 0   | 0  | 0   | 36     |
| Dieuseul     |       | 5       | 0       | 0      | 0        | 0        | 0      | 0   | 0   | 0  | 0   | 30     |
| Milgate      |       | 2       | 3       | 0      | 0        | 0        | 0      | 0   | 0   | 0  | 0   | 30     |
| Eckerstorfer |       | 0       | 4       | 0      | 0        | 0        | 0      | 0   | 0   | 0  | 0   | 24     |
| Baré         |       | 0       | 1       | 0      | 0        | 0        | 0      | 0   | 0   | 1  | 0   | 9      |
| ?            |       | 0       | 0       | 1      | 0        | 0        | 0      | 0   | 0   | 0  | 1   | 8      |
| C. Weber     |       | 0       | 1       | 0      | 0        | 0        | 0      | 0   | 0   | 0  | 0   | 6      |
| Team         |       | 0       | 0       | 0      | 0        | 0        | 1      | 0   | 0   | 0  | 0   | 6      |
| Reede        |       | 0       | 0       | 0      | 0        | 0        | 0      | 2   | 0   | 0  | 0   | 2      |

#### Passer rating
| Giocatore | G  | Att | Comp | Int | Yds  | TD | NFL   | NCAA   |
| --------- | -- | --- | ---- | --- | ---- | -- | ----- | ------ |
| Bräuer    | 10 | 207 | 100  | 14  | 1485 | 18 | 73,04 | 123,74 |
| Abraham   | 1  | 2   | 1    | 0   | 17   | 1  |       |        |
| Baré      | 1  | 1   | 1    | 0   | 11   | 0  |       |        |
| Milgate   | 1  | 1   | 0    | 0   | 0    | 0  |       |        |